# Поставський район
Поставський район (біл. Пастаўскі раен) - адміністративна одиниця на південному заході Вітебської області. 
Столиця - місто Постави, на р. Мяделка, за 240 км від м. Вітебська й за 165 км від м. Мінська.

## Географія
Поставський район розташований на південному заході Вітебської області. У сучасних границях з 1965 року. Площа району - 2,1 тис. км?.
По території району протікає невелика річка Линтупка. Свій початок вона бере в селі Каптаруни, протікає через міське селище Линтупи і впадає в річку Страча у районі голубих озер.

## Демографія
Населення району - 52 тис. чоловік.
Відповідно до перепису населення 1939 року населення Постав і району становило 34 981 чоловік (адміністративні границі району були трохи іншими). Етнічний склад населення був наступним: поляки становили 52 %, білоруси - 44 %, євреї і росіяни - 4 %. Слід зазначити, що євреї проживали головним чином у Поставах і смт Линтупи. У Поставах вони володіли більшістю магазинів. Займалися скупкою сільгосппродукції й т.д. Польське населення проживало в основному в сільській місцевості й було зайнято землеробством. Але землі на всіх не вистачало. Був високий рівень безробіття. Це змушувало людей емігрувати в пошуках кращої частки. Тільки в 1936 році з Поставщини в Латвію офіційно емігрувала 1107 людина. Дуже багато людей виїхало на заробітки в Аргентину й США. Частина з них осіла там назовсім, що привело до зміни етнічного складу. Дуже сильно змінилася кількість населення в результаті другої світової війни. Декілька тисяч євреїв було розстріляно. Різко зменшилася й кількість поляків, яких перед війною заарештовували й репресували НКВС, а потім і німці. Чимало загинуло й білорусів. Закінчення другої світової війни Постави зустріли з дуже маленькою чисельністю населення. Восени 1944 року між СРСР і Польською владою була підписана угода про взаємну евакуацію - польського населення в Польщу, а білорусів - з Польщі в БРСР. Відразу ж у Поставському районі на виїзд записалася 2487 людина. І це була тільки перша хвиля еміграції. Аж до середини 1950-х польське населення переїжджало в Польщу, залишаючи землю, на якій їхні предки жили багато сторіч. У цей час (по відомостях за 2005 рік) поляків у Поставах і районі проживає 5 % від усього населення, але ці відомості не точні. Справа в тому, що в післявоєнний час при видачі документів всім полякам у графі «національність» примусово записували «білорус». Робилося це як з метою асиміляції, так і для того, щоб показати, що "звільнено" і приєднана до СРСР територія з етнічно білоруським населенням.

## Економіка

### Транспорт
Транспортні послуги робить ВАТ «АТП № 17», що обслуговує 22 маршруту, з них 6 у гір. Постави, міжнародних - 1, міжміських - 3. Автобусним сполученням охоплені всі центри сільгосппідприємств і сільрад. Працюють маршрутні таксі індивідуальних підприємців. Залізничне сполучення забезпечують станції Постави, Воропаєво, Линтупи. До Постав на поїзді можна добратися із Глибокого, з Вітебська. (Джерело: рекламна брошура «Поставський район»).

## Культура й утворення
Мережа установ культури містить у собі РБК, 2 міськселищних, 6 сільських будинків культури, 15 сільських клубів, 12 клубів-бібліотек, 34 бібліотеки, школу мистецтв, художню школу, Краєзнавчий музей, будинок ремесел. 10 самодіяльним колективам привласнене звання народних а ансамбль народної музики "Поозер'я" має звання заслуженого аматорського колективу.

## Визначні пам'ятки
У центрі Постав, у дворі житлового будинку перебуває пам'ятник - стела польським солдатам, які загинули під час польсько-радянської війни 1919-1920 р.р. У післявоєнний час влади намагалися його зруйнувати. Із цією метою пам'ятник обв'язали тросом і за допомогою танка намагалися його перекинути, але польський моноліт устояв. Удалося зірвати з верхівки орла й за допомогою відбійного молотка збили напис. У такому непривабливому виді пам'ятник перебуває й тепер.
Поруч перебувають поховання польських солдатів.
На півострові, утвореному вигином річки Мяделка, мальовничо розташована католицька церкова (костьол) Св. Антонія Падуанського, що будувався в 1898-1904 р., по проекті відомого архітектора Артура Гойбеля.
Палац баронів Тізенгаузів у м. Постави. Пам'ятник палацово-паркового мистецтва (1760).
Церкви:
- Свято-Предтеченська в буд. Груздово, Св. Покровська в буд. Ласіца,
- Св. Успенська в с. Маньковичі,
- Св. Покровська в с. Осингородок,
- Св. Воскресенская в с. Воропаєво,
- церква в с. Римки,
- старообрядч. церкви в с. Апідами й Кукляни.

Католицькі костьоли:
- Іоанна Хрестителя (1603) у с. Камаі,
- Троїцький у с. Дуниловичі (1769),
- Тадеуша в с. Лучай,
- Св. А.Боболи в смт. Линтупи,
- костьоли в с. Воропаево й Груздово (XX століття),
- Свята-Миколаївська церква м. Постави (1894г),
- Кам'яний хрест у с. Камаі (16 століття).